# Discoliquen
Discoliquen (Discolichenes) és una subclasse obsoleta de líquens de la classe Ascolichenes. Presenten ascocarps de tipus apoteci.
- Ordre Coniocarpales
- Ordre Graphidiales
- Ordre Cyclocarpales